# 무지 드리어

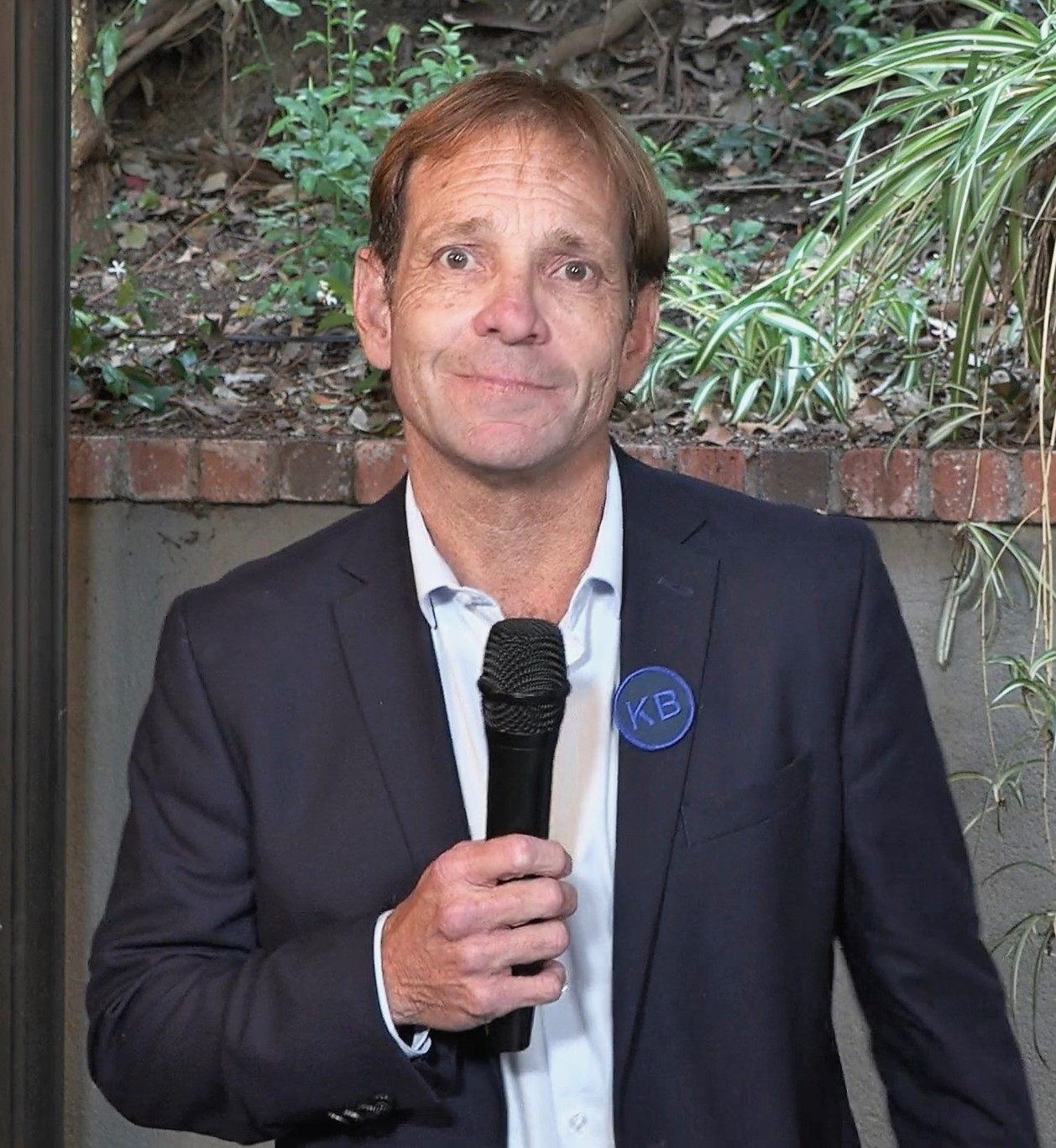

무지 드리어(Moosie Drier, 1964년 8월 6일 ~ )는 미국의 배우, 텔레비전 배우, 무대 연출가, 텔레비전 감독이다.
시카고에서 태어났다.

## 영화
- 아이스 에이지: 지구 대충돌 (2016년)
- 하울의 움직이는 성 (2004년)
- 몬스터 가족 (1988년)
- 헐리우드 나이츠 (1980년)
- 오, 하느님! (1977년)
- 119 구조대 (1972년)